# Opferplatz von Leivset

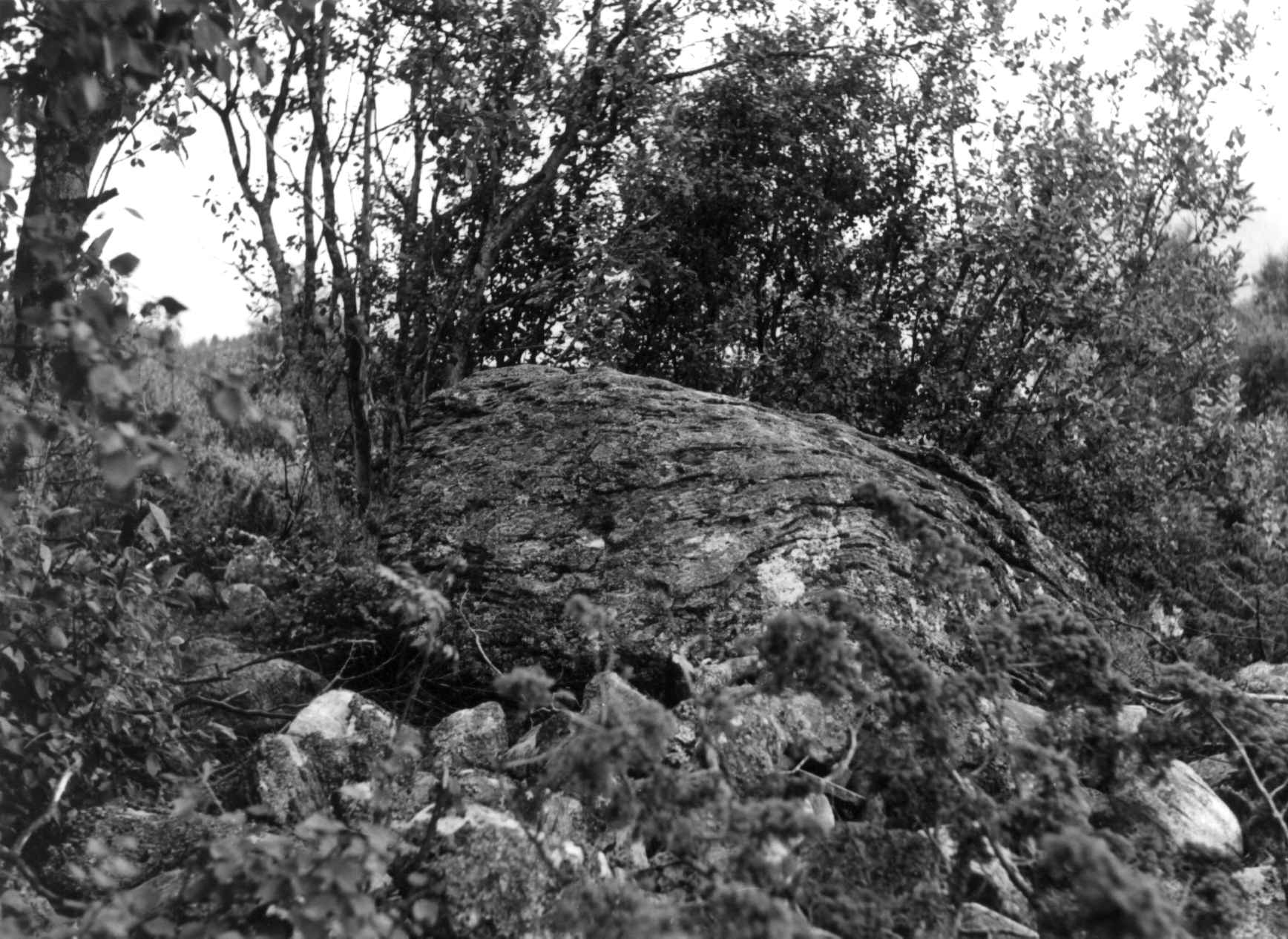
Opferplatz von Leivset 1964

Der Opferplatz von Leivset (norwegisch: Offerplass i Leivset) am Ansatz der Halbinsel Leivset, südlich von Fauske im Fylke Nordland in Norwegen, gilt (obwohl undatierbar) als mittelalterliche Opferstätte (Sieidi) der Samen, die auch im Beowulf Erwähnung findet. 
Auf der Südseite der Straße, die auf die Halbinsel führt, liegt ein Grabhügel aus der Eisenzeit. Auf der Nordseite liegt der Opferplatz. Zwei Felsblöcke, ein niedriger und ein hoher, liegen in der Mitte eines ovalen, offenen Raumes von etwa 6,0 × 10,0 m Größe. Der Boden auf dem Gelände ist mit schwarzer, öliger Asche und Resten organischer Opfer bedeckt. Umgeben ist der Bereich von einer teilweise eingestürzten Mauer aus Feldsteinen. Sie ist etwa zwei Meter breit und einen Meter hoch, war aber früher höher.